# Никола Върбата
Никола Върбата е български революционер, войвода на Вътрешната македоно-одринска революционна организация.

## Биография
Роден е в битолското село Брезово, Османската империя, днес Северна Македония. По професия е хаджия. Влиза във ВМОРО и излиза нелегален четник в четата на Парашкев Цветков. През Илинденско-Преображенското въстание през лятото на 1903 година е войвода на 45-членна селска чета, която се сражава при Смилево.